# Rheomys mexicanus
Rheomys mexicanus is een zoogdier uit de familie van de Cricetidae. De wetenschappelijke naam van de soort werd voor het eerst geldig gepubliceerd door Goodwin in 1959.